# Orthotrichia muscari
Orthotrichia muscari är en nattsländeart som beskrevs av Wells 1983. Orthotrichia muscari ingår i släktet Orthotrichia och familjen smånattsländor. Inga underarter finns listade i Catalogue of Life.